# Hylesia amazonica
Hylesia amazonica är en fjärilsart som beskrevs av Max Wilhelm Karl Draudt 1929. Hylesia amazonica ingår i släktet Hylesia och familjen påfågelsspinnare. Inga underarter finns listade i Catalogue of Life.